# Solahütte

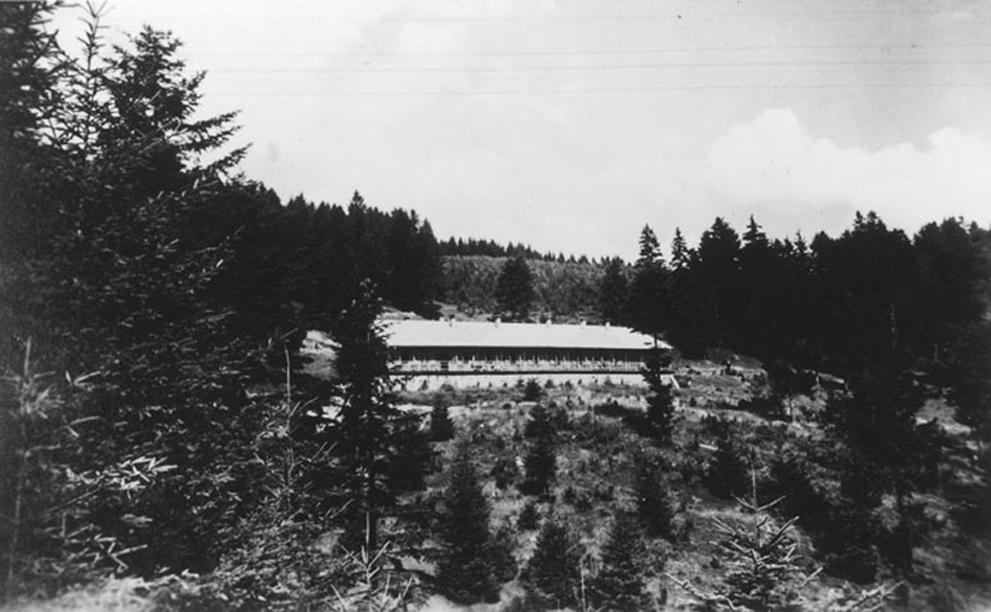
Solahütte.

Solahütte var en rekreationsanläggning för personal vid koncentrations- och förintelselägret Auschwitz. Anläggningen, belägen cirka 30 km från Auschwitz, uppfördes av lägerfångar under SS-Obersturmführer Franz Hösslers befäl. SS-Obersturmführer Karl Höcker sammanställde ett album, som bland annat innehåller fotografier från Solahütte.